# Новаја Ладога
Новаја Ладога (рус. Новая Ладога) насељено је место са административним статусом града на северозападу европског дела Руске Федерације. Налази се у источном делу Лењинградске области и административно припада Волховском рејону.
Према проценама националне статистичке службе за 2014. у граду је живело 8.800 становника. Насеље има административни статус града од 1704. године.

## Географија
Град Новаја Ладога налази се у северном делу Лењинградске области, и лежи на левој обали реке Волхов, на месту где се она улива у језеро Ладогу. Градско средиште налази се на малом полуострву које локални становници називају Медведец, а које је са севера и запада омеђено старим Петровим каналом и на истоку реком Волхов.
Сам град се налази на око 138 километара источно од Санкт Петербурга, односно 26 километара северно од рејонског центра Волхова. Седиште града налази се на надморској висини од 15 m.

## Историја
Крајем XIV или почетком XV века на месту данашњег града подигнут је Никољско-Медведски манастир (рус. Никольско-Медведский мушки монастырь). Манастир око ког се убрзо развило мање село налазио се на око 15 километара низводно од древног насеља Стара Ладога (тада само Ладога) које се судећи по археолошким истраживањима сматра једним од најстаријих насељених места древног Руса.
Насеље почиње да добија на значају тек након избијања Великог северног рата када је (1702. године) по наредби императора Петра Великог око манастира подигнут заштитни бедем, а на самом ушћу Волхова саграђено бродоградилиште за војне бродове. За рад у бродоградилишту је из суседних насеља доведено преко 2.000 искусних радника. Две године касније, 1704. Петар Велики је декретом основао насеље Новају Ладогу којој је исте године доделио и службени статус града. У новоосновани град су из Старе Ладоге пренесене све административне институције, а велики број староладошких племића био је присиљен да се настани у новом граду. Године 1719. почела је изградња пловног Ладошког канала (тада зван Петровим каналом) који је додатно подигао трговачки и војнички значај самог града. Паралелно са старим каналом је у периоду 1861—1866. саграђен нови и савременији Новоладошки канал.
Током Другог светског рата у граду се налазила команда Ладошке флоте која је обезбеђивала комуникацију са опседнутим Лењинградом преко такозваног „Пута живота“ (рус. Дорога жизни).

## Демографија
Према подацима са пописа становништва 2010. у граду је живело 8.839 становника, док је према проценама националне статистичке службе за 2014. град имао око 8.800 становника.
| 1939. | 1959. | 1970. | 1979. | 1989.  | 2002. | 2010. | 2014. |
| ----- | ----- | ----- | ----- | ------ | ----- | ----- | ----- |
| 5.271 | 7.863 | 8.805 | 9.838 | 11.310 | 9.920 | 8.839 | 8.800 |